# Cuvie
Cuvie（キュービー、1976年7月20日 - ）は、日本の漫画家。女性。愛知県名古屋市出身、京都府在住。成人向け漫画雑誌、一般向け漫画雑誌の双方で活動している。
ペンネームはファッション雑誌『CUTiE』に由来する。

## 人物
成人向け漫画では、幼馴染の男女や学生同士のカップルを取り扱った純愛ものから、男性視点・女性視点の浮気や性愛に溺れる背徳性の高い作品まで、幅広い作風を持つ。
大変な速筆家としても知られ、一般誌での連載中でもコンスタントに成人向け作品を発表し、一般＆成年を合わせて年3〜4冊のペースで単行本を出し続けている。その上、コミックス未収録のストック原稿が多くある作家として知られている。
また、単行本への収録も発表順ではなく、刊行順では新しい本に古い作品が収録されていることも多い。その他にも、未収録作品が雑誌に再掲載されたり、オーディオドラマCD付き限定版コミックスの「通常版」に未収録作品を追加掲載したりもしている。

## 来歴

### 生い立ち
小学校から高校までは『塚本洋子バレエスタジオ』に所属し、クラシックバレエを習っていたが挫折する。この経験が、2013年に連載開始する『絢爛たるグランドセーヌ』の執筆に結びつくことになる。荒井祐子や榊原弘子といった錚々たる有名ダンサーも、同時期に同バレエスタジオに所属していたという。
高校時代にはバンド活動をしており、ボーカルを担当していた。

### 大学時代
同志社大学在学中にコミックマーケットで編集者のスカウトを受け、漫画家の道を歩む。
デビュー前の1997年頃から同人サークル「ShootOuts」を主催して同人誌を発行していたが、2004年8月に活動を終了した。その後、2010年にサークル名を「Disaster」として一度だけ夏コミに参加したのを最後に、商業作品への専念を理由として正式に同人活動の休止を宣言した。

### デビュー後
2001年9月、桜桃書房発行の成人向けコミックアンソロジー『I.D. COMIC Vol.1 放課後』に『PASSING』で商業誌デビューした。それ以後は同社の他、茜新社、一水社、オークラ出版、オークス、コスミック出版、晋遊舎、富士美出版、ワニマガジン社が発行する成人向け漫画雑誌、コミックアンソロジーに作品が掲載される。
また、2002年から2003年までは、光彩書房発行の少女向けコミックアンソロジー『光彩コミックスピンキーティーンズ』シリーズでも連載を持っていた。
2005年、『月刊ドラゴンエイジ』（富士見書房）で初の長編作品『ドロテア 〜魔女の鉄鎚〜』を発表して以降は、一般向け漫画雑誌でも作品が掲載されるようになっている。

### 近年の活動
2025年現在、『チャンピオンRED』（秋田書店）において『絢爛たるグランドセーヌ』を連載中。一時期は『ネメシス』、『コミックDAYS』（いずれも講談社）において『エルジェーベト』の連載も平行していた。
また同時に、成年紙『COMIC快楽天BEAST』（ワニマガジン）、『COMICペンギンクラブ』（辰巳出版）などのいずれかで、ほぼ毎月作品が掲載されている。

## 作品リスト

### 単行本 (全年齢向け)
- 『ドロテア 〜魔女の鉄鎚〜』 （2006年 - 2008年、富士見書房〈カドカワコミックスドラゴンJr〉、全6巻）
- 『ハコイリ』 （秋田書店〈ヤングチャンピオン烈コミックス〉、全1巻）
  1. 2007年10月19日発売[9]、ISBN 978-4-2532-5500-4
- 『NIGHTMARE MAKER』 （2009年 - 2012年、秋田書店〈ヤングチャンピオン烈コミックス〉、全6巻）
- 『籠女の邑』 （講談社〈シリウスKC〉、全3巻）
  1. 2011年9月20日発売[10]、ISBN 978-4-0637-6298-3
  2. 2012年9月7日発売[11]、ISBN 978-4-0637-6360-7
  3. 2013年10月9日発売[12]、ISBN 978-4-0637-6419-2
- 『VANITAS』 （秋田書店〈チャンピオンREDコミックス〉、全1巻）
  1. 2014年6月20日発売[13]、ISBN 978-4-253-23398-9
- 『ひとはけの虹』 （講談社〈シリウスKC〉、全3巻）
  1. 2015年8月7日発売[14]、ISBN 978-4-06-376567-0
  2. 2015年12月9日発売[15]、ISBN 978-4-06-376592-2
  3. 2017年4月7日発売[16]、ISBN 978-4-06-390692-9
- 『絢爛たるグランドセーヌ』 （2014年 - 、秋田書店〈チャンピオンREDコミックス〉、既刊28巻）
- 『エルジェーベト』 （講談社〈シリウスKC〉、全3巻）
  1. 2018年4月9日発売[17]、ISBN 978-4-06-511295-3
  2. 2019年6月7日発売[18]、ISBN 978-4-06-515686-5
  3. 2020年6月9日発売[19]、ISBN 978-4-06-519778-3

### 単行本 (成人向け)
1. 『スイッチ』 （2003年1月発売、富士美出版〈富士美コミックス〉、ISBN 4-89421-513-6）
2. 『PURE-PURE!』 （2003年9月発売、一水社〈いずみコミックス〉、ISBN 4-87076-543-8）
3. 『デリカシー』 （2003年12月発売、富士美出版〈富士美コミックス〉、ISBN 4-89421-554-3）
4. 『淫らな素質』 （2004年10月発売、一水社〈いずみコミックス〉、ISBN 4-87076-585-3）
5. 『Cloudy』 （2004年12月発売、富士美出版〈富士美コミックス〉、ISBN 4-89421-605-1）
6. 『えっちな恋の味』[20] （2006年5月発売、ワニマガジン社〈ワニマガジンコミックススペシャル〉、ISBN 4-89829-994-6）
7. 『Emotion』 （2006年7月発売、オークス〈オークスコミックス〉、ISBN 4-86105-367-6）
8. 『カノジョの媚態』 （2006年9月発売、一水社〈いずみコミックス〉、ISBN 4-87076-645-0）
9. 『Juicy 限定版』 （2006年12月発売、富士美出版〈富士美コミックス〉、ISBN 4-89421-714-7）[注 3]
  - 『Juicy』 （2011年2月発売、富士美出版〈富士美コミックス〉、ISBN 978-4-7995-0008-8）
10. 『カラダノ恋』 （2007年8月発売、一水社〈いずみコミックス〉、ISBN 978-4-8707-6676-1）
11. 『ラブ・アフェア／LOVE AFFAIR』[21] （2007年11月発売、ワニマガジン社〈ワニマガジンコミックススペシャル〉、ISBN 978-4-8626-9039-5）
12. 『したいからスルの』 （2008年10月31日発売[22]、一水社〈いずみコミックス〉、ISBN 978-4-8707-6728-7）
13. 『Horny』 （2009年2月発売、富士美出版〈富士美コミックス〉、ISBN 978-4-8942-1860-4）
14. 『欲しがりっ!』[23] （2009年11月発売、ワニマガジン社〈ワニマガジンコミックススペシャル〉、ISBN 978-4-8626-9107-1）
15. 『Guilty』 （2010年3月発売、富士美出版〈富士美コミックス〉、ISBN 978-4-8942-1943-4）
16. 『Girlie 限定版』 （2011年7月発売、富士美出版〈富士美コミックス〉、ISBN 978-4-7995-0037-8）
  - 『Girlie』 （2012年9月発売、富士美出版〈富士美コミックス〉、ISBN 978-4-7995-0151-1）
17. 『肌色レンアイ』[24] （2012年1月初版発行〈2011年12月22日発売〉、ワニマガジン社〈ワニマガジンコミックススペシャル〉、ISBN 978-4-8626-9188-0）
18. 『Heavenly オーディオドラマDVD付き』 （2013年3月発売、富士美出版〈富士美コミックス〉、ISBN 978-4-7995-0194-8）
  - 『Heavenly（通常版）』 （2017年1月発売、富士美出版〈富士美コミックス〉、ISBN 978-4-7995-0492-5）
19. 『Yummy! 限定版』 （2014年6月〈2014年4月発売〉、富士美出版〈富士美コミックス〉、ISBN 978-4-7995-0275-4）[注 4]
  - 『Yummy!（通常版）』 （2017年4月発売、富士美出版〈富士美コミックス〉、ISBN 978-4-7995-0494-9）
20. 『色めく彼女』[25] （2014年7月初版発行〈2014年6月30日発売[26]〉、ワニマガジン社〈ワニマガジンコミックススペシャル〉、ISBN 978-4-8626-9314-3）
21. 『やわらかなぬかるみ』[27] （2016年12月10日発売[28]、ワニマガジン社〈ワニマガジンコミックススペシャル〉、ISBN 978-4-8626-9464-5）[注 5]
22. 『Sultry』 （2018年10月30日初版発行[29]、富士美出版〈富士美コミックス〉、ISBN 978-4-7995-0593-9）
23. 『ココがキミのカタチ』 （2019年2月初版発行〈2019年1月31日発売[30]〉、ワニマガジン社〈ワニマガジンコミックススペシャル〉、ISBN 978-4-86269-616-8）
24. 『Lyrically』 （2019年2月28日初版発行[31]、富士美出版〈富士美コミックス〉、ISBN 978-4-7995-0608-0）
25. 『NASTY』 （2019年6月27日初版発行[32]、スコラマガジン〈富士美コミックス〉、ISBN 978-4-902307-72-6）
26. 『Raunchy』 （2019年12月初版発行〈2019年10月発売〉、スコラマガジン〈富士美コミックス〉、ISBN 978-4-902307-91-7）
27. 『INSULT』 （2020年2月発売、スコラマガジン〈富士美コミック〉、ISBN 978-4-7995-0636-3）
28. 『TEMPTATION』 （2020年6月30日初版発行[33]、スコラマガジン〈富士美コミック〉、ISBN 978-4-7995-0652-3）
29. 『GLOSSY』 （2020年10月30日初版発行[34]、スコラマガジン〈富士美コミック〉、ISBN 978-4-7995-0664-6）
30. 『BEASTLY』 （2021年2月27日初版発行[35]、スコラマガジン〈富士美コミック〉、ISBN 978-4-7995-0674-5）
31. 『IMMORAL』 （2021年6月30日発売、辰巳出版〈富士美コミック〉、ISBN 978-4-79950-682-0）
32. 『触れて、その先へ、奥へ』（2022年7月5日初版発行）、ワニマガジン社〈ワニマガジンコミックススペシャル〉、ISBN 978-4-86269-845-2）
33. 『Virginity』（2023年02月28日発売、辰巳出版〈富士美コミック〉、ISBN 978-4-77782-991-0）
34. 『キミのまんなか』（2023年8月31日発売、辰巳出版〈富士美コミック〉、ISBN 978-4-77783-056-5）
35. 『いっぱい揺らして』（2023年8月31日初版発行）、ワニマガジン社〈ワニマガジンコミックススペシャル〉、ISBN 978-4-86269-928-2）

### 小説挿絵
- 『オラが村ぁ平和―パラダイス・メーカー』 （2004年1月20日発売[36]、著：八街歩、富士見書房〈富士見ファンタジア文庫〉、ISBN 978-4-8291-1580-0）